# آلبین برونووسکی
آلبین برونووسکی (اسلواکی: Albín Brunovský؛ ۲۵ دسامبر ۱۹۳۵ – ۲۰ ژانویهٔ ۱۹۹۷) نقاش، گرافیست، لیتوگراف، تصویرگر و مربی اهل اسلواکی بود که یکی از بزرگترین نقاشان اسلواکی قرن بیستم محسوب می‌شود. او طراح آخرین سری از اسکناس‌های چکسلواکی بوده‌است.

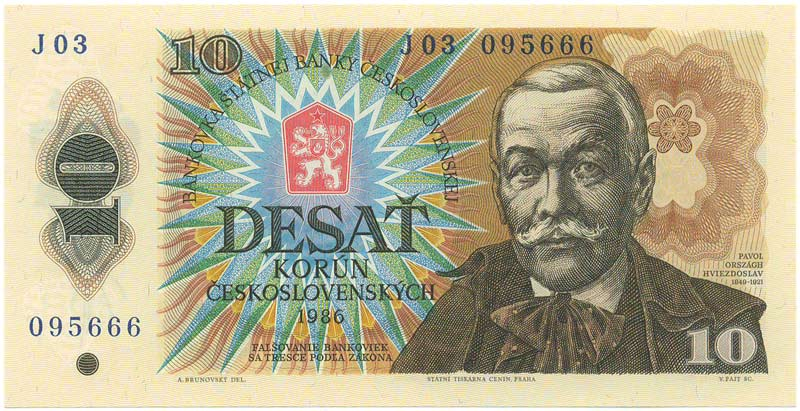
طراحی اسکناس های چکسلواکی در سال ۱۹۸۰